# Det regnar på vår kärlek
Det regnar på vår kärlek är en svensk dramafilm från 1946 i regi av Ingmar Bergman.

## Om filmen
Filmen premiärvisades den 9 november 1946 på biograf Astoria i Stockholm. Inspelningen skedde med ateljéfilmning vid Sandrewateljéerna i Stockholm med exteriörscener från Hellasgården och Drevviken i Stockholm av Göran Strindberg och Hilding Bladh.
Som förlaga har man Oskar Braatens pjäs Bra mennesker som uruppfördes på Nationaltheatret i Oslo 1930, med svensk premiär på Viktoriasalen i Stockholm 1934. Pjäsen filmades i Norge 1937 i regi av Leif Sinding och fick svensk premiär med titeln Ungt blod.
Det regnar på vår kärlek har visats i SVT, bland annat 1994, 1999, 2022 och i februari 2025.

## Rollista (i urval)
- Barbro Kollberg – Maggi
- Birger Malmsten – David Lindell
- Gösta Cederlund – herrn med paraplyet
- Ludde Gentzel – Per Håkansson, kolonistugeägare
- Douglas Håge – Anderson, ägare till handelsträdgård
- Hjördis Petterson – Elise Anderson, hans fru
- Benkt-Åke Benktsson – åklagaren
- Sture Ericson – Kängsnöret, nasare
- Ulf Johanson – Stålvispen, nasare
- Julia Cæsar – fru Hanna Ledin, tidningsutbärare
- Gunnar Björnstrand – herr Purman, tjänsteman
- Erik Rosén – domaren
- Magnus Kesster – Folke Törnberg, cykelreparatör
- Åke Fridell – pastor Berg
- Torsten Hillberg – kyrkoherden
- Sif Ruud – Gerti, Folke Törnbergs fru
- Einar Hylander – beklaglig gäst på caféet

## Musik i filmen
- "Wiegenlied", K. 350 ("Schlafe, mein Prinzchen"), kompositör Bernhard Flies, text Friedrich Wilhelm Gotter, instrumental
- "Beglückt darf nun dich, o Heimat, ich schauen", ur Tannhäuser, kompositör och text Richard Wagner